# オーバーレイ・ネットワーク

オーバーレイネットワークの例

オーバーレイネットワークを論理層ごとに分割した図

オーバーレイ・ネットワーク (overlay network) とは、あるコンピュータネットワークの上に構築された別のコンピュータネットワークのことである。
オーバーレイ・ネットワーク上のノードは、下位ネットワークのトポロジーを意識せずに通信することができる。
多くのP2Pソフトウェアはオーバーレイ・ネットワークを利用している。また、ダイアルアップによるインターネット接続も、電話網の上のオーバーレイ・ネットワークだといえる。

## オーバレイ・ネットワークの使用例
オーバレイ・ネットワークは IPアドレスが指定されていない目的地へルーティングメッセージを送出することを可能にするために構築される。例えば、分散ハッシュテーブルを用いることにより、IPアドレスが知られていない、特定の論理アドレスを持つノードにメッセージをルーティングすることが可能である。
オーバレイ・ネットワークはインターネット ルーティングを向上させる方法として提案されており、例として、より高い ストリーミングの品質を得るためにQuality of Service保証を用いるということがある。 IntServ、DiffServおよびIPマルチキャストなどの過去の提案ではネットワーク上の全ルーターの変更が必要になるので広く浸透していない。一方、オーバレイ・ネットワークはオーバレイプロトコルソフトウェアを搭載しているエンドホストに段階的に導入することが可能であり、これはインターネットサービスプロバイダの協力を必要としない。オーバレイは下層ネットワークにおいてノード間をどのようにパケットがルーティングされるか制御できないが、あるメッセージがオーバレイノードを経由する順序については制御可能である。
例として、アカマイ・テクノロジーズは信頼性があり、高効率のコンテンツ配信を提供するオーバレイ・ネットワークを管理している。これはマルチキャストの一種である。学術的研究として、マルチキャストのための エンドシステムマルチキャストとOvercastや、柔軟なルーティングのためのRON(Resilient Overlay Network)、そしてにQuality of Service保証のためのOverQoSなどがある。

## オーバレイ･ネットワークの一覧
- Real Time Media Flow Protocol - Adobe Flash
- JXTA
- Kad networkや、Kademliaアルゴリズムに基づいたプロトコル等の分散ハッシュテーブル(DHT)
- Gnutella、Gnutella2、FreenetやI2PなどのPeer to Peerプロトコル (例としてLimeWire, Shareaza, utorrentがある)
- SolipsisはOrangeによる大規模に共有された仮想世界のシステムである
- PUCC